# Chaetodon nippon
Chaetodon nippon е вид бодлоперка от семейство Chaetodontidae. Видът не е застрашен от изчезване.

## Разпространение и местообитание
Разпространен е в Провинции в КНР, Тайван, Филипини, Южна Корея и Япония.
Обитава крайбрежията на морета и рифове. Среща се на дълбочина от 5 до 30 m.

## Описание
На дължина достигат до 15 cm.
Популацията на вида е стабилна.